# Sporopipes squamifrons
Sporopipes squamifrons, é uma espécie de pássaro da família ploceidae. Pode ser encontrado na Angola, Botswana, Namíbia, África do Sul, Zâmbia, e Zimbábue.